# Chrysina beyeri
Chrysina beyeri är en skalbaggsart som beskrevs av Henry Skinner 1905. Chrysina beyeri ingår i släktet Chrysina och familjen Rutelidae. Inga underarter finns listade i Catalogue of Life.